# Lespedeza repens
Lespedeza repens là một loài thực vật có hoa trong họ Đậu. Loài này được (L.) W.P.C.Barton miêu tả khoa học đầu tiên.

## Hình ảnh

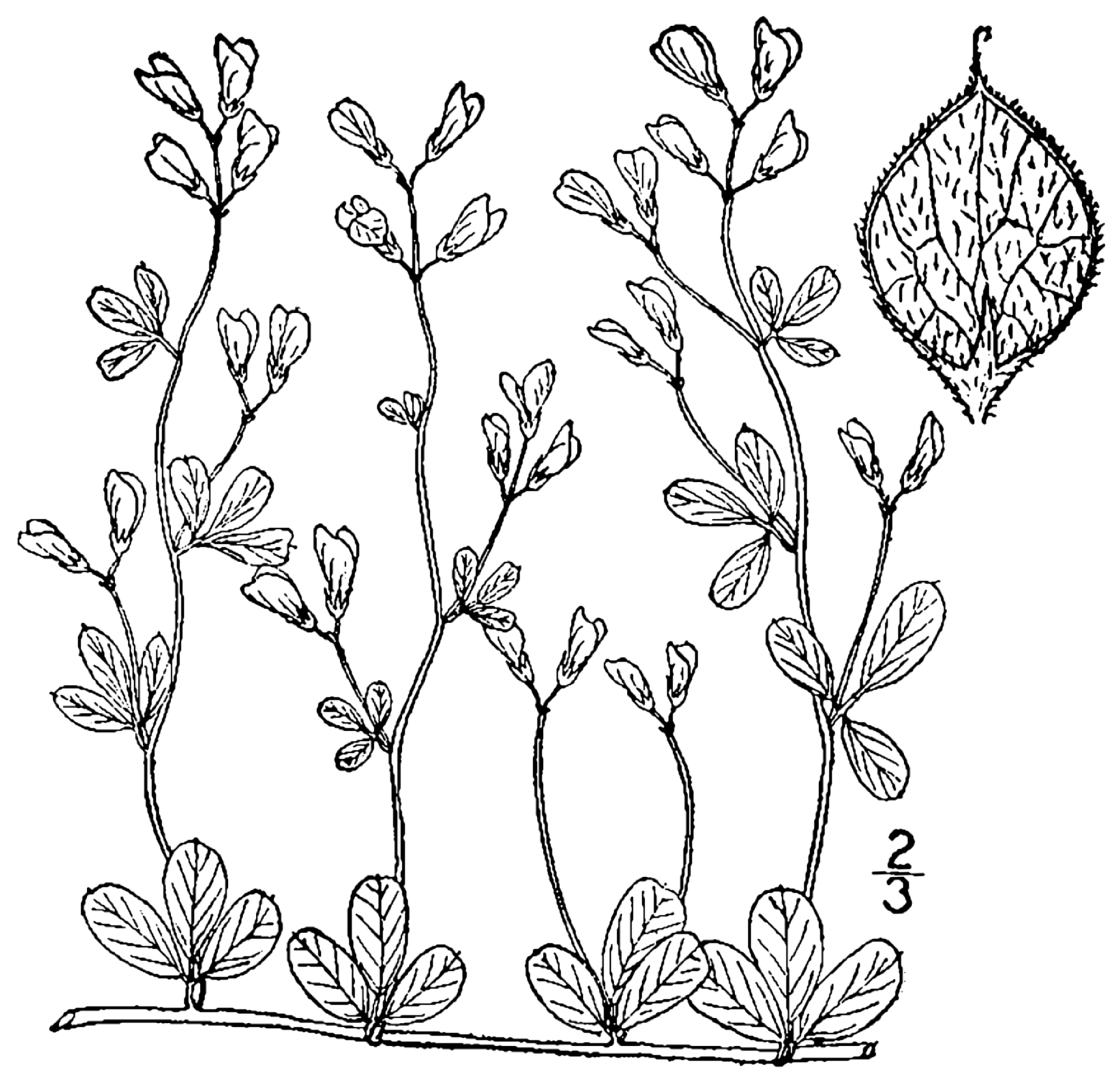